# Philippinen-Gleitflieger
Der Philippinen-Gleitflieger (Cynocephalus volans) ist ein Vertreter der plazentalen Säugetiere (Eutheria) aus der Ordnung der Riesengleiter (Dermoptera). Er lebt ausschließlich auf einigen südlichen Philippinen-Inseln und ernährt sich von Pflanzen. Wie alle Vertreter ihrer Ordnung haben sie zwischen ihren langen Gliedmaßen eine Flughaut, mit welcher sie gleiten können.

## Körperbau

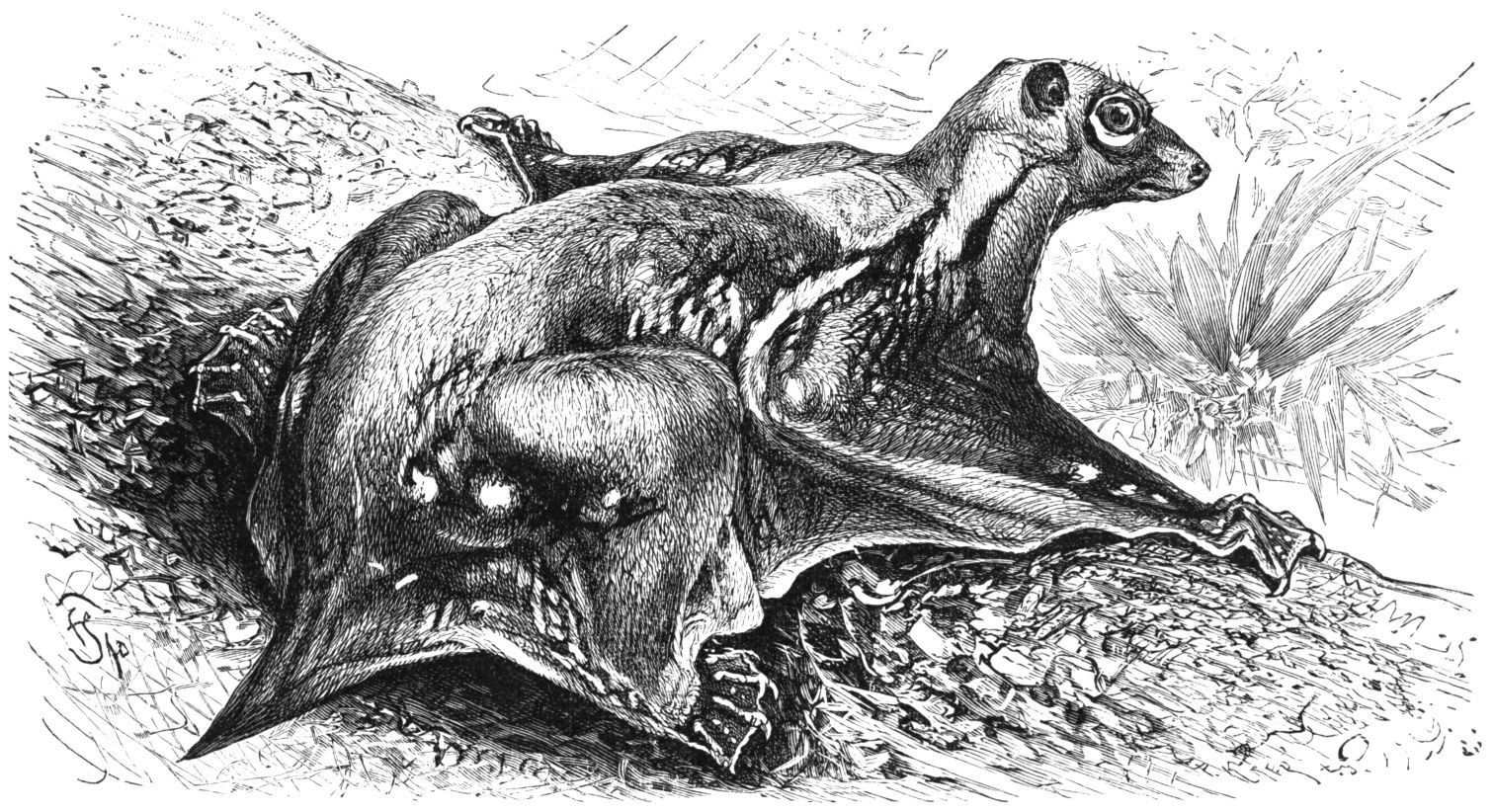
Philippinen-Gleitflieger, Darstellung aus Brehms Tierleben von 1927

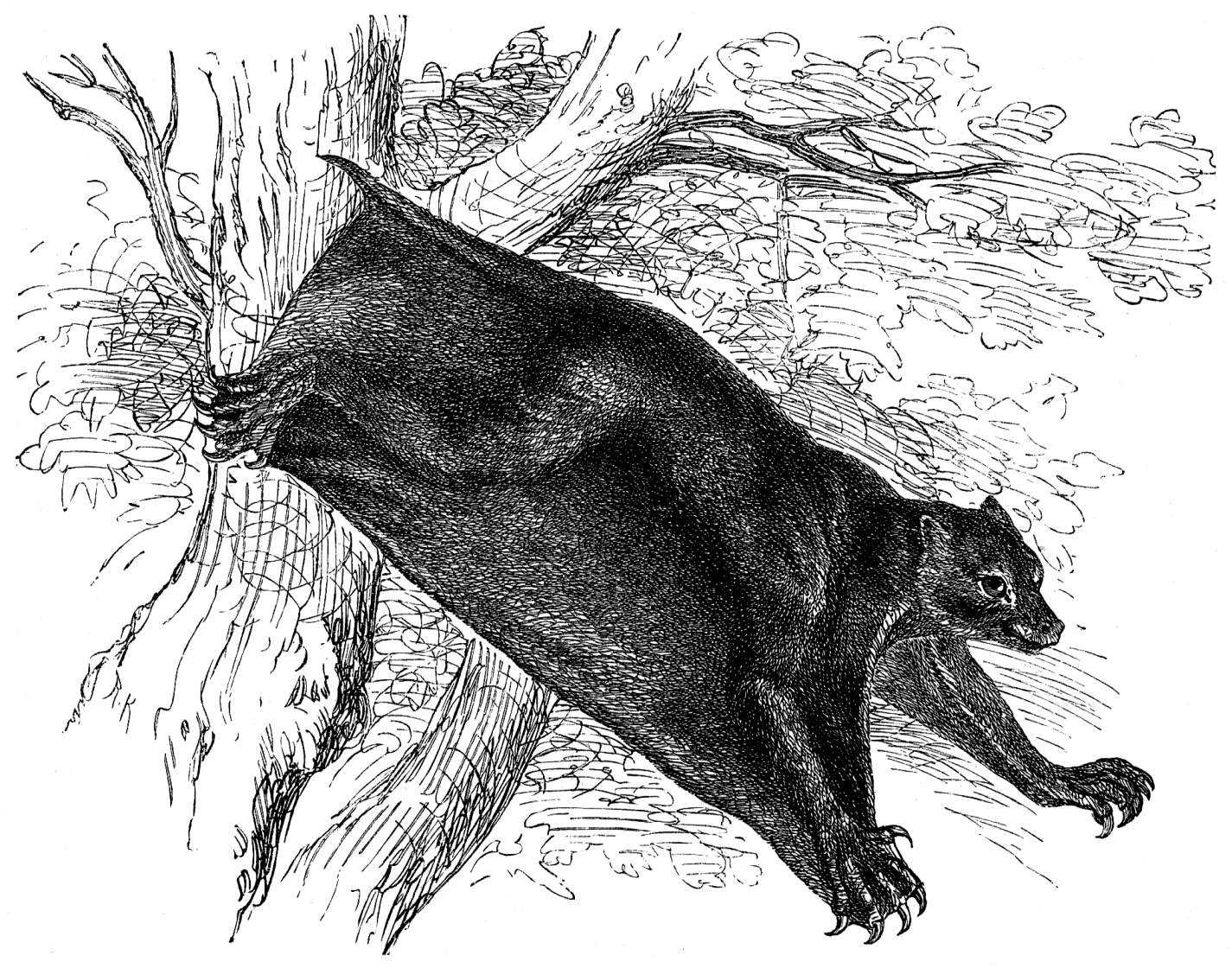
Im Gleitflug, Darstellung aus Brehms Thierleben von 1883

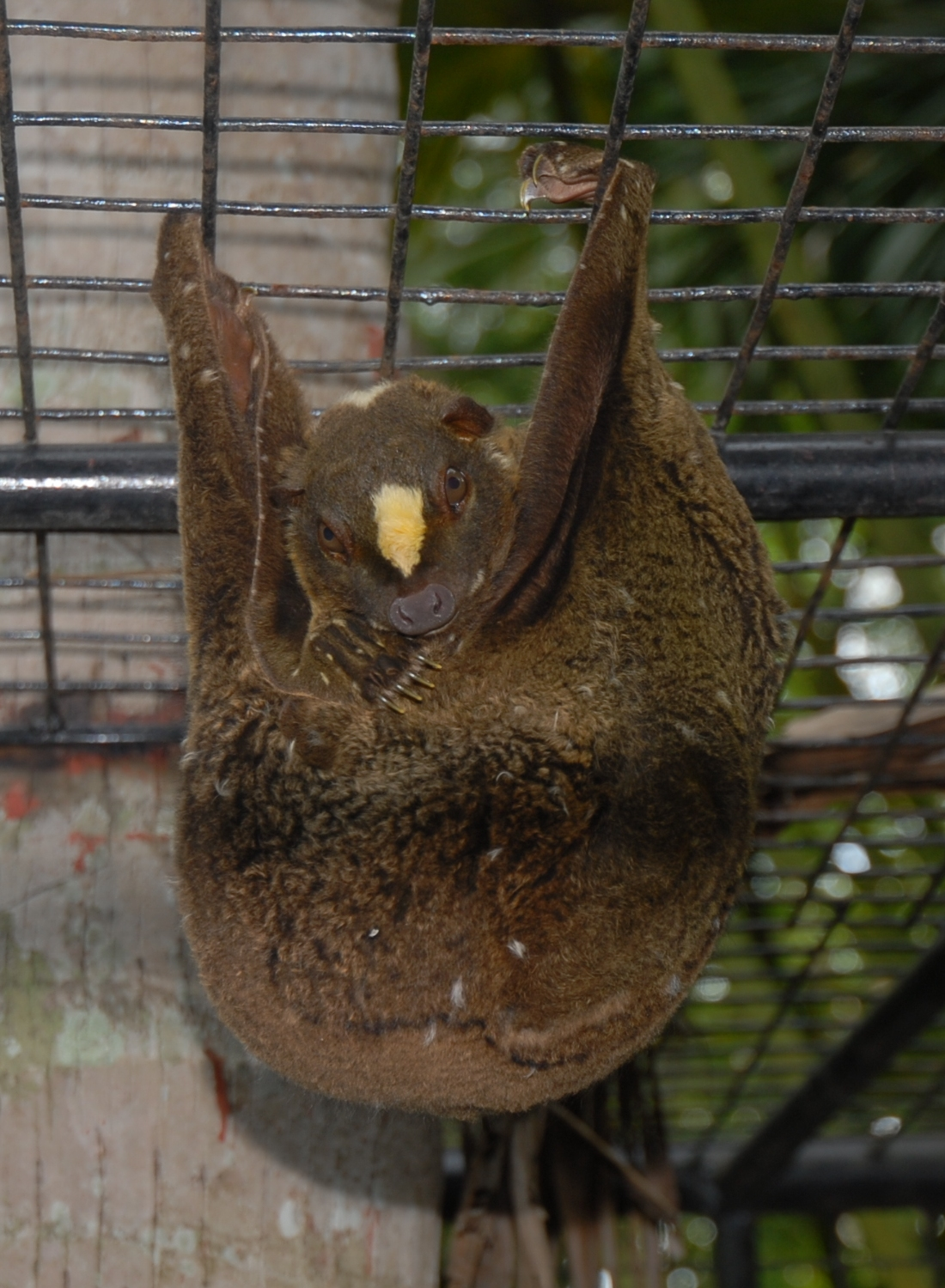
Philippinen-Gleitflieger und ein Junges

Philippinen-Gleitflieger erreichen eine Kopf-Rumpf-Länge von 33 bis 38 Zentimetern und eine „Spannweite“ von 70 Zentimetern. Das Gewicht beträgt meist 1–1,5 Kilogramm, maximal 1,75 Kilogramm. Der Schwanz ist 22–27 Zentimeter lang.
Die Art lässt sich vom sehr ähnlichen Malaien-Gleitflieger vor allem durch Fellzeichnung unterscheiden. Das dorsale Fell ist dunkel gefärbt und oft grau und weniger gefleckt als das Fell des Malaien-Gleitfliegers. Es dient zur Tarnung auf dunklen Baumstämmen. Das ventrale Fell ist heller. Der dorsale Teil der Flughaut ist behaart und hat eine ähnliche Färbung wie das umliegende Fell, der ventrale Teil der Flughaut ist nur sehr spärlich behaart.
Die Tiere haben einen großen, windhundartigen Kopf (Cynocephalus = Hundskopf), sehr große Augen und lange Gliedmaßen. Die Schnauze ist stumpf.

## Vorkommen
Der Philippinen-Gleitflieger ist auf den Südphilippinen endemisch. Er lebt in den Regenwäldern und Plantagen auf den Inseln Mindanao, Samar, Siargao, Basilan, Bohol und Leyte.

## Lebensweise

### Allgemeines
Philippinen-Gleitflieger leben arboreal und sind nachtaktiv, tags schlafen sie in Baumhöhlen. Sie suchen nie freiwillig den Boden auf und vermeiden bei ihren Gleitflügen eine Landung auf dem Boden. Sie sind Einzelgänger, doch gelegentlich sind mehrere Tiere auf einem Baum auf Nahrungssuche.

### Ernährung
Die Ernährung des herbivoren Philippinen-Gleitfliegers besteht hauptsächlich aus Blättern, Knospen und Blüten. Sie fressen überwiegend junge Blätter, da sie deren höheren Nährwert leichter erschließen können als bei alten Blättern. Meist bevorzugen sie große Bäume zur Nahrungssuche. Die Nahrungssucheaktivitäten erreichen kurz vor Sonnenuntergang und ein paar Stunden vor Sonnenaufgang ihren Höhepunkt.

### Fortpflanzung und Entwicklung
Die Tragzeit von Philippinen-Gleitfliegern dauert 60 Tage, danach wird ein Jungtier mit 35 Gramm Gewicht und einem unterentwickelten Zustand geboren. Selten sind es zwei Jungtiere. Diese werden in der Hintergleithaut geborgen, die eine Tasche bildet, wenn das Weibchen gleitet. Beim faultierähnlichen Klettern und beim Schlafen dienen die Muttertiere den Jungen als lebende Hängematte. Die Weibchen sind oft schon trächtig, bevor sie ihr momentanes Junges entwöhnt haben; so gleichen sie die geringe Anzahl der Jungtiere pro Wurf aus.

### Natürliche Feinde
Philippinen-Gleitflieger werden häufig von Greifvögeln gejagt, sie sind zumindest auf Mindanao eine Hauptbeute des Affenadlers.

## Philippinen-Gleitflieger und Menschen
Der Philippinen-Gleitflieger wird oft wegen seines Felles und seines Fleisches, welches örtlich als Delikatesse gilt, gejagt und seltener auch aufgrund des Schadens, den er in Plantagen anrichtet. Jegliche Jagd auf sie gestaltet sich recht einfach, da die Tiere jede Nacht die gleichen oder ähnliche Routen wählen. Bis jetzt ist es nicht möglich, sie in Gefangenschaft zu halten.